# You (canção de Janet Jackson)
"You" é uma canção gravada pela cantora norte-americana Janet Jackson para seu sexto álbum de estúdio, The Velvet Rope (1997). Foi lançada como quinto single do álbum em 3 de setembro de 1998 pela Virgin Records.

## Antecedentes e composição
Respondendo à sugestão da revista Q de que os vocais de apoio em The Velvet Rope soavam como seu irmão Michael Jackson, a cantora disse: "Você é a segunda ou terceira pessoa que diz isso. Não é ele, aliás. Sabe o quê? Quando fizemos 'You', eu pensei que os vocais de apoio soaram muito parecidos com ele, então eu os refiz. Mas eu acho que eu não os fiz soar diferente o suficiente".
Uma canção com elementos de trip hop, "You" contém amostras da canção "The Cisco Kid" (1972), da banda War, escrita por Harold Brown, Sylvester Allen, Morris Dickerson, Howard Scott, Leroy Jordan, Lee Oskar e Charles Miller.

## Videoclipe
O videoclipe para a canção foi gravado na SECC Arena em Glasgow, Escócia, em 2 de junho de 1998 em frente a um grupo seleto de fãs. Feito para parecer uma apresentação ao vivo, é emendado com imagens do show real da The Velvet Rope Tour, filmado no mesmo local no dia seguinte. A gravação contém destaques de todo o show, incluindo o momento em que Jackson escolhe e leva ao palco um menino de 16 anos de idade, Wilson Kelvin McQuade, e faz uma dança em seu colo durante a música "Rope Burn". O vídeo aparece na edição de 2001 do disco All for You e no DVD de 2004, From Janet to Damita Jo: The Videos.

## Apresentação ao vivo
"You" serviu como a terceira apresentação durante a The Velvet Rope World Tour em 1998, logo após "Velvet Rope" e "If". Após a apresentação de "If" ter terminado, Jackson encarou a platéia por um bom tempo antes de começar a cantar "You". Seus dançarinos usavam trajes pretos e máscaras brancas.

## Faixas
CD single promocional europeu
1. "You" (single edit) – 3:56
2. "You" (album version) – 4:42

CD single japonês
1. "You" (album version) – 4:42
2. "Every Time" (Jam & Lewis Disco Mix) – 4:16
3. "Accept Me" – 4:07

Vídeo single americano
1. "You" (short version) (video) – 4:13